# Perdita submaerens
Perdita submaerens är en biart som beskrevs av Timberlake 1980. Perdita submaerens ingår i släktet Perdita, och familjen grävbin. Inga underarter finns listade.